# Miejski Dom Kultury w Stalowej Woli
Miejski Dom Kultury w Stalowej Woli – główny ośrodek kulturalny w Stalowej Woli. Jest to najstarsza placówka kulturalna w mieście, która swoją działalność rozpoczęła 9 listopada 1952 roku.
Początkowo nosił nazwę Zakładowy Dom Kultury Huty Stalowa Wola, która została zmieniona na obecną w 1991 roku. Dom Kultury posiada salę widowiskową, która liczy 778 miejsc, a także pomieszczenia przeznaczone do zajęć zespołowych.
W budynku Miejskiego Domu Kultury znajduje się Galeria Sztuki Współczesnej, a także kino "Wrzos".

## Grupy działające w MDKu
W MDKu prowadzone są koła zainteresowań, kluby muzyczne i klub seniora. Do najważniejszych grup należą:
- Chór Chłopięco-Męski "Cantus"
- Chór Chłopięcy "Mały Cantus"
- Chór Kameralny
- Zespół Pieśni i Tańca "Lasowiacy" im. Ignacego Wachowiaka
- Zespół Pieśni i Tańca "Mali Lasowiacy"
- Zespół Tańca Estradowego "Volta" i "Mała Volta"
- Klub Taneczny "Volta"
- Młodzieżowa Orkiestra Dęta
- Amatorski Teatr Dramatyczny im. Józefa Żmudy
- Teatr "OKNA"
- Teatrzyk "KOTY"
- Zespół BIG BAND "YOUNG POWER JAZZ BAND"
- Młodzieżowy Zespół REGGAE "Ziemia Kanaan"
- Zespół Rockowy "COMA"

## Imprezy artystyczne
Dom Kultury jest także organizatorem imprez arsytycznych, festiwali, koncertów i spektakli. Są to:
- Dni Stalowej Woli
- Ogólnopolski Festiwal Zespołów Folklorystycznych
- Dzień Papieski
- Dni Kultury Chrześcijańskiej
- Konkurs piosenki
- koncerty kolęd z okazji Świąt
- zabawa Sylwestrowa